# Górnik Zabrze w sezonie 1999/2000
Sezon 1999/2000 klubu Górnik Zabrze.

## Rozgrywki
- I liga: 14. miejsce
- Puchar Polski: 1/8 finału
- Puchar Ligi: 1/4 finału

## Wyniki
|    | Dzień                |   | Przeciwnik                       | Wynik          | Rozgrywki                  | Strzelcy bramek                                         |
| -- | -------------------- | - | -------------------------------- | -------------- | -------------------------- | ------------------------------------------------------- |
| 1  | 17 lipca 1999        | W | Amica Wronki                     | 2:3            | I liga, kolejka 1          | Kompała 19, 45                                          |
| 2  | 24 lipca 1999        | D | Legia Warszawa                   | 2:2            | I liga, kolejka 2          | Rocki 2, Kolasa 25                                      |
| 3  | 31 lipca 1999        | W | Odra Wodzisław Śląski            | 3:3            | I liga, kolejka 3          | Kompała 23, 45, Rocki 72                                |
| 4  | 7 sierpnia 1999      | D | Petro Płock                      | 4:1            | I liga, kolejka 4          | Probierz 1, Kompała 54, 87 kar., Kawondera 81           |
| 5  | 15 sierpnia 1999     | W | Widzew Łódź                      | 1:1            | I liga, kolejka 5          | Gierczak 78                                             |
| 6  | 21 sierpnia 1999     | D | Ruch Radzionków                  | 5:0            | I liga, kolejka 6          | Bonk 9, 72, Gierczak 33, 61, 65                         |
| 7  | 28 sierpnia 1999     | W | Dyskobolia Grodzisk Wielkopolski | 2:0            | I liga, kolejka 7          | Kompała 5, 75                                           |
| 8  | 1 września 1999      | W | Dyskobolia Grodzisk Wielkopolski | 3:1            | Puchar Ligi, 1/8 finału    | Wiśniewski 22, Gierczak 28, Rocki 65                    |
| 9  | 4 września 1999      | D | Dyskobolia Grodzisk Wielkopolski | 4:0            | Puchar Ligi, 1/8 finału    | Dźwigała 21, Kawondera 33, Kompała 62, Warzecha 66 kar. |
| 10 | 12 września 1999     | D | Pogoń Szczecin                   | 2:2            | I liga, kolejka 8          | Bonk 51, Kompała 77                                     |
| 11 | 18 września 1999     | W | Stomil Olsztyn                   | 0:1            | I liga, kolejka 9          |                                                         |
| 12 | 25 września 1999     | D | Polonia Warszawa                 | 0:1            | I liga, kolejka 10         |                                                         |
| 13 | 2 października 1999  | W | Ruch Chorzów                     | 1:2            | I liga, kolejka 11         | Bonk 14                                                 |
| 14 | 5 października 1999  | W | Odra Wodzisław Śląski            | 1:1            | Puchar Ligi, 1/4 finału    | Wiśniewski 83                                           |
| 15 | 8 października 1999  | D | Odra Wodzisław Śląski            | 1:3            | Puchar Ligi, 1/4 finału    | Gierczak 17                                             |
| 16 | 12 października 1999 | W | Wawel Kraków                     | 3:1            | Puchar Polski, 1/16 finału | Kompała 31 kar., 88, Lekki 65                           |
| 17 | 16 października 1999 | D | Wisła Kraków                     | 1:0            | I liga, kolejka 12         | Kompała 51                                              |
| 18 | 23 października 1999 | W | ŁKS Łódź                         | 2:2            | I liga, kolejka 13         | Gierczak 52, 54                                         |
| 19 | 30 października 1999 | W | Lech Poznań                      | 1:1            | I liga, kolejka 14         | Gierczak 86                                             |
| 20 | 5 listopada 1999     | D | Zagłębie Lubin                   | 0:0            | I liga, kolejka 15         |                                                         |
| 21 | 4 marca 2000         | D | Amica Wronki                     | 1:3            | I liga, kolejka 16         | Kompała 43 kar.                                         |
| 22 | 8 marca 2000         | W | RKS Radomsko                     | 1:1 pd. k. 4-5 | Puchar Polski, 1/8 finału  | Kompała 90                                              |
| 23 | 11 marca 2000        | W | Legia Warszawa                   | 0:0            | I liga, kolejka 17         |                                                         |
| 24 | 15 marca 2000        | D | Odra Wodzisław Śląski            | 0:2            | I liga, kolejka 18         |                                                         |
| 25 | 18 marca 2000        | W | Petro Płock                      | 0:1            | I liga, kolejka 19         |                                                         |
| 26 | 25 marca 2000        | D | Widzew Łódź                      | 0:1            | I liga, kolejka 20         |                                                         |
| 27 | 1 kwietnia 2000      | W | Ruch Radzionków                  | 0:1            | I liga, kolejka 21         |                                                         |
| 28 | 8 kwietnia 2000      | D | Dyskobolia Grodzisk Wielkopolski | 1:2            | I liga, kolejka 22         | Kompała 80 kar.                                         |
| 29 | 15 kwietnia 2000     | W | Pogoń Szczecin                   | 1:0            | I liga, kolejka 23         | Szwed 34                                                |
| 30 | 22 kwietnia 2000     | D | Stomil Olsztyn                   | 1:0            | I liga, kolejka 24         | Szwed 16                                                |
| 31 | 29 kwietnia 2000     | W | Polonia Warszawa                 | 0:1            | I liga, kolejka 25         |                                                         |
| 32 | 6 maja 2000          | D | Ruch Chorzów                     | 1:2            | I liga, kolejka 26         | Kompała 55 kar.                                         |
| 33 | 14 maja 2000         | W | Wisła Kraków                     | 3:6            | I liga, kolejka 27         | Kompała 44 kar., 69 kar., Gierczak 84                   |
| 34 | 20 maja 2000         | D | ŁKS Łódź                         | 3:1            | I liga, kolejka 28         | Kompała 13, 42, Gierczak 35                             |
| 35 | 24 maja 2000         | D | Lech Poznań                      | 4:0            | I liga, kolejka 29         | Kolasa 29, Gierczak 55, Kompała 75, 90 kar.             |
| 36 | 28 maja 2000         | W | Zagłębie Lubin                   | 1:2            | I liga, kolejka 30         | Marzec 44                                               |

- D – dom
- W – wyjazd